# Шевченко (Пологовский район)
Шевченко (укр. Шевченка) — село,
Новосёловский сельский совет,
Пологовский район,
Запорожская область,
Украина.
Код КОАТУУ — 2324283503. Население по переписи 2001 года составляло 411 человек.

## Географическое положение
Село Шевченко находится на левом берегу реки Гайчур,
выше по течению на расстоянии в 3 км расположено село Фёдоровка,
ниже по течению на расстоянии в 1 км расположено село Новосёловка.

## История
- 1870 год — дата основания.